# Apopyros corymbosus
Apopyros corymbosus là một loài thực vật có hoa trong họ Cúc. Loài này được (Hook. & Arn.) G.L.Nesom mô tả khoa học đầu tiên năm 1994.